# Мтвало, Фикиле
Фикиле Мтвало (англ. Fikile Mthwalo; род. 13 апреля 1989) — южноафриканская актриса, сценарист и продюсер из Лесото. Она наиболее известна своими ролями в популярных сериалах «Всё сложно», «Необходимость» и «Золотоискатели».

## Биография
Фикиле родилась 13 апреля 1989 года в Лесото в семье отца, представителя народа басуто, и матери, имеющей кенийско-танзанийское происхождение. У неё есть младший брат. С 2001 по 2005 год Mтвало училась в Международном колледже Мачабенг в Масеру. Затем она переехала в Блумфонтейн, Южная Африка, и в 2007 году получила аттестат зрелости в женской школе Святого Михаила. В 2009 году она поступила в Кейптаунский университет, окончив его с отличием со степенью бакалавра кино- и видеопроизводства. В 2015 году она получила полную стипендию для участия в программе актёрского мастерства Нью-Йоркского университета, через три года получив степень магистра изящных искусств в области актёрского мастерства.

## Карьера
Фикиле Мтвало начала свою актёрскую карьеру в популярной мыльной опере канала SABC 3 «Необходимость» в 2014 году, приняв участие в 29 эпизодах. В 2015 году она сыграла свою первую главную роль на телевидении, сыграв роль Ипеленг в сериале «Всё сложно». Кроме того, она участвовала в нескольких телевизионных рекламных роликах, включая Metropolitan, PEP, Omo, Shoprite, Etiselat Nigeria, Ponds, Hi-Malt Nigeria и Nivea UK.

## Личная жизнь
В декабре 2015 года она вышла замуж за южноафриканского актёра Атандву Кани (род. 1984), известного по роли молодого Т’Чаки в фильме «Чёрная пантера». Она познакомилась с Кани во время съёмок телесериала, вскоре обручились и через год поженились. Атандва — сын актёра Джона Кани.
В настоящее время пара проживает в Нью-Йорке и Лос-Анджелесе.

## Фильмография
- Необходимость[англ.] (2014, телесериал) — Зак (29 эпизодов)
- Всё сложно (2015, телесериал) — Ипеленг Радебе
- Золотоискатели (2015-16, телесериал) — Хленгиве (2 эпизода)
- Золотоискатели 2 (2018, телесериал) — Хленгиве (8 эпизодов)
- Тех Бэ (2018) — Айянда; также сосценарист первого эпизода
- Иллюминации (2018) — Асана
- Нигде (2019, короткометражный фильм) — Кейт
- Ирония судьбы в Голливуде (2022) — Дана